# Chen Yun
Chen Yun (chinês simplificado: 陈云; chinês tradicional: 陳雲; pinyin: Chen Yun , pronunciado [tʂʰə̌n YN]; Xangai, 13 de junho de 1905 — Pequim, 10 de abril de 1995) foi um dos grandes líderes da República Popular da China, desde a sua fundação em 1949 até 1990. Conhecido também como Liao Chengyun (廖程雲); não estando esclarecido se este era seu nome original ou um pseudônimo adotado durante a Guerra Civil Chinesa. 

## Vida
Chen ingressou no Partido Comunista da China em 1925. Nove anos depois foi eleito para o Comitê Central do partido e se junta às forças de Mao Tsé- Tung na Longa Marcha. Entre 1935 e 1937 vive na União Soviética. Ao retornar à China torna-se chefe do Departamento de Organização do partido. Com a vitória da Revolução em 1949 é indicado para, entre outros cargos, Ministro da indústria pesada.
Foi um dos principais líderes políticos da China durante e após o distúrbio civil, juntamente com Mao Zedong, Liu Shaoqi, Zhou Enlai, Zhu De e Ren Bishi, tendo sido, posteriormente, elevado à categoria de Imortal do Partido Comunista da China, junto de outros sete personagens históricos que ajudaram a consolidar a hegemonia do Partido na China.